# Pegomya maniceiformis
Pegomya maniceiformis este o specie de muște din genul Pegomya, familia Anthomyiidae, descrisă de Feng, Liu și Zhou în anul 1984. Conform Catalogue of Life specia Pegomya maniceiformis nu are subspecii cunoscute.